# Kuraray
Kuraray est une entreprise japonaise spécialisée dans la chimie et la fabrication de fibre notamment de polymères et de matériaux à haute résistances. Elle est notamment connue pour fabriquer le Vectran.

## Histoire
En septembre 2017, Kuraray annonce l'acquisition de Calgon Carbon, entreprise américaine spécialisée dans la fibre de carbone, pour 1,1 milliard de dollars.